# Aberchalder

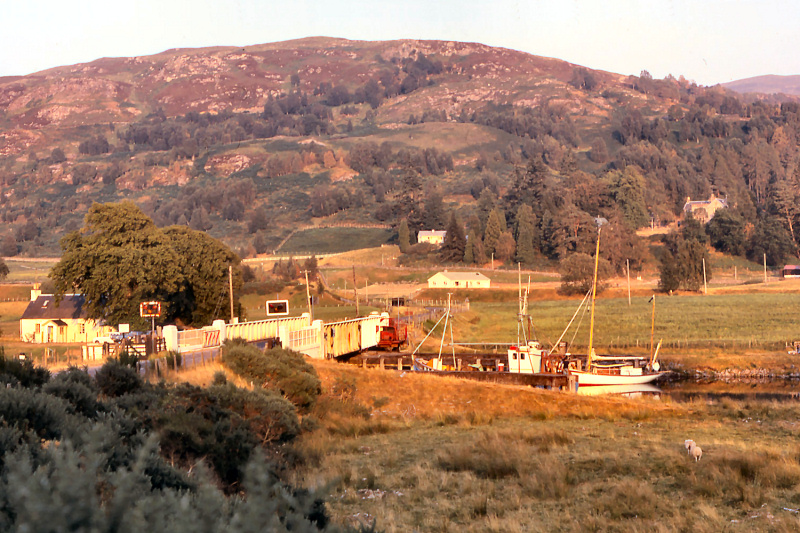
Blick über die Drehbrücke auf den Ort

Aberchalder ist eine nur wenige Häuser umfassende Ortschaft, die südwestlich von Inverness in der Council Area Highland im Norden von Schottland liegt. Im Rahmen der historischen Gliederung Schottlands in Civil Parishes zählt Aberchalder zu Boleskine and Abertarff, das zu Inverness-shire gehörte.
Aberchalder liegt im Great Glen am nordöstlichen Ufer des Loch Oich am Zufluss des Calder Burns. Beide entwässern hier nach Norden, durch den River Oich zum Loch Ness. Die Verbindung fungiert zugleich als Teil des Kaledonischen Kanals, der hier eine Schleuse hat.
Erreichbar ist Aberchalder über die von Glasgow nach Inverness führende A82. Sie überquert den Kanal mittels einer Drehbrücke. Der Ort besaß auch einen Bahnhof an einer zwischen Invergarry und Fort Augustus verkehrenden Eisenbahnstrecke. Die noch vorhandenen baulichen Überreste stehen unter Denkmalschutz. Gleiches gilt für die Bridge of Oich, den Vorläufer der Drehbrücke.